# جاك هيغينز (لاعب كرة قدم أسترالية)
جاك هيغينز (بالإنجليزية: Jack Higgins)‏ هو لاعب كرة قدم أسترالية أسترالي، ولد في 19 مارس 1999.

## وصلات خارجية
- جاك هيغينز على موقع AustralianFootball.com (الإنجليزية)
- جاك هيغينز على موقع AFLtables.com (الإنجليزية)